# Muhlenbergia straminea
Muhlenbergia straminea är en gräsart som beskrevs av Albert Spear Hitchcock. Muhlenbergia straminea ingår i släktet muhlygräs, och familjen gräs. Inga underarter finns listade i Catalogue of Life.